# Eciton nitens
Eciton nitens é uma espécie de formiga do gênero Eciton.